# August Pauly
Pour les articles homonymes, voir Pauly.
August Friedrich von Pauly (anobli en 1841) est un philologue wurtembergeois né le 9 mai 1796 près de Ludwigsbourg et mort le 2 mai 1845 à Stuttgart.
Après une traduction de Lucien de Samosate, il s’attelle à son grand œuvre, la Realencyclopädie der classischen Altertumswissenschaft, aussi connue sous le nom « Pauly-Wissowa », qu'il ne put achever.